# Польский злотый
Зло́тый (пол. złotyо файле — золотой) — как минимум с XV века обиходное название золотого дуката, с 1526 года — основная счётная денежная единица, с 1564 года — серебряная монета Королевства Польского, а после и Речи Посполитой, с 1924 года и по настоящее время — национальная валюта Польши.
Код валюты ISO 4217: до 1995 года использовался код PLZ, в настоящее время — PLN (от «PoLish New zloty» — «польский новый злотый»).
Первоначально злотый делился на 30 грошей и равнялся половине копы, с 1924 года он состоит из 100 грошей.
В настоящее время в обращении находятся банкноты номиналом 10, 20, 50, 100, 200 и 500 злотых, а также монеты — 1, 2, 5, 10, 20 и 50 грошей и 1, 2 и 5 злотых. Также законным платёжным средством формально являются памятные монеты (из благородных металлов) номиналом от 10 до 1 тысячи злотых.

## Злотый XV—XVIII веков

### Счётный злотый
Непосредственными предшественниками злотого в качестве базовой денежной единицы Польши были польская марка (гривна) и копа. Марка (гривна) стала использоваться на территории Польши как денежно-весовая, эквивалентная примерно 210 г серебра, единица в XI веке. С XIV века она уступила место краковской гривне, равной примерно 198 г серебра. Тогда же, в XIV веке, сначала в дополнение к гривне, а затем вместо неё в качестве основной единицы денежного счёта стала использоваться копа, которая была заимствована из Чехии вместе с пражским грошем. Гривна равнялась 48 польским грошам, которые начали чеканить с средины XIV века в подражание пражским грошам, копа — 60 грошам.
Термин «злотый» (от пол. złoto — «золото») появился примерно в XV веке как обиходное название поступавших в Польшу золотых монет иностранной чеканки, в основном дукатов (на Руси с XV века их называли золотыми), которые по стоимости первоначально равнялись 12—14 серебряным польским грошам. Со временем содержание серебра в грошах уменьшалось, и к середине XV века один золотой дукат стал фактически равен 30 грошам. Снижение стоимости гроша продолжалось и дальше: в начале XVI века дукат соответствовал уже 32 грошам, а в середине XVI века — 50 грошам. Однако в 1496 году польский сейм утвердил твёрдое соотношение счётного злотого и гроша — 1:30. Злотый стал эквивалентом половины копы, а золотые дукаты стали называть червонными злотыми. В результате денежной реформы 1526—1528 годов основной денежной единицей Польши стал именно счётный злотый, который был равен 5 шостакам, 10 троякам, 30 грошам или 90 шелягам.
Наблюдая за обесценением гроша, активно участвуя в подготовке денежной реформы 1526—1528 годов, польский астроном, математик и экономист Николай Коперник написал в своём Трактате о чеканке монет:

Хоть несть числа бедствиям, от которых погибают королевства, княжества и республики, по моему разумению четыре главные из них это: раздоры, смертность, неплодородие земли и порча монеты. Первые три столь очевидны, что их никто не оспаривает, но четвёртое признаётся только немногими, которые глубже вникают; оно влечёт за собой падение государства не сразу и резко, а исподволь и скрытно— Коперник Н. Трактат о чеканке монет
Там же был сформулирован один из основополагающих законов денежного обращения, который позже получил название Закон Коперника — Грешема и который в своей классической формулировке гласит: «Худшие деньги вытесняют из обращения лучшие», что подтвердилось и дальнейшей историей злотого.
| Золотая монета из Кракова, отчеканенная в XIV веке                                                  | Золотая монета из Кракова, отчеканенная в XIV веке | Золотая монета XVII века       |
| --------------------------------------------------------------------------------------------------- | -------------------------------------------------- | ------------------------------ |
| |                                                    |                                |
| лат. «DEI GRATIA REX POLONIE KAZIMIRVS PRIMUS» («Милостию Божией король Польши» и «Казимир Первый») | лат. «GROSI CRACOVIENSESS» («Краковские гроши»)    | 40 дукатов Сигизмунда III Вазы |

### Чеканка первых злотых
В виде серебряной монеты злотый был впервые отчеканен в Вильне в 1564 году с указанием номинала — ХХХ, то есть 30 грошей. Массовая чеканка серебряных злотых началась в 1663 году во время правления короля Яна II Казимира. При общем весе 6,726 г монета содержала всего 3,36 грамма чистого серебра, что было эквивалентно 12 грошам. По фамилии автора проекта немца Андреаса Тымфа, монета получила название «тымф» (второе название — «злотувки»). Являясь по сути кредитной монетой (её номинальная стоимость была установлена в 30 грошей), тымф наряду с медным шелягом (боратинкой) привёл к полному расстройству денежного обращения Речи Посполитой, но просуществовал в обращении до 1776 года.
В 1766 году король Станислав Понятовский провёл денежную реформу, согласно которой Речь Посполитая переходила на кёльнскую стопу. Злотый или «злотувка» был приравнен к 30 медным или 4 серебряным грошам. Тогда же был основан Варшавский монетный двор.

## Злотый в период раздела Польши
После разделов Речи Посполитой название «злотый» в прусской зоне вышло из употребления (использовалась марка).

### Злотый Царства Польского

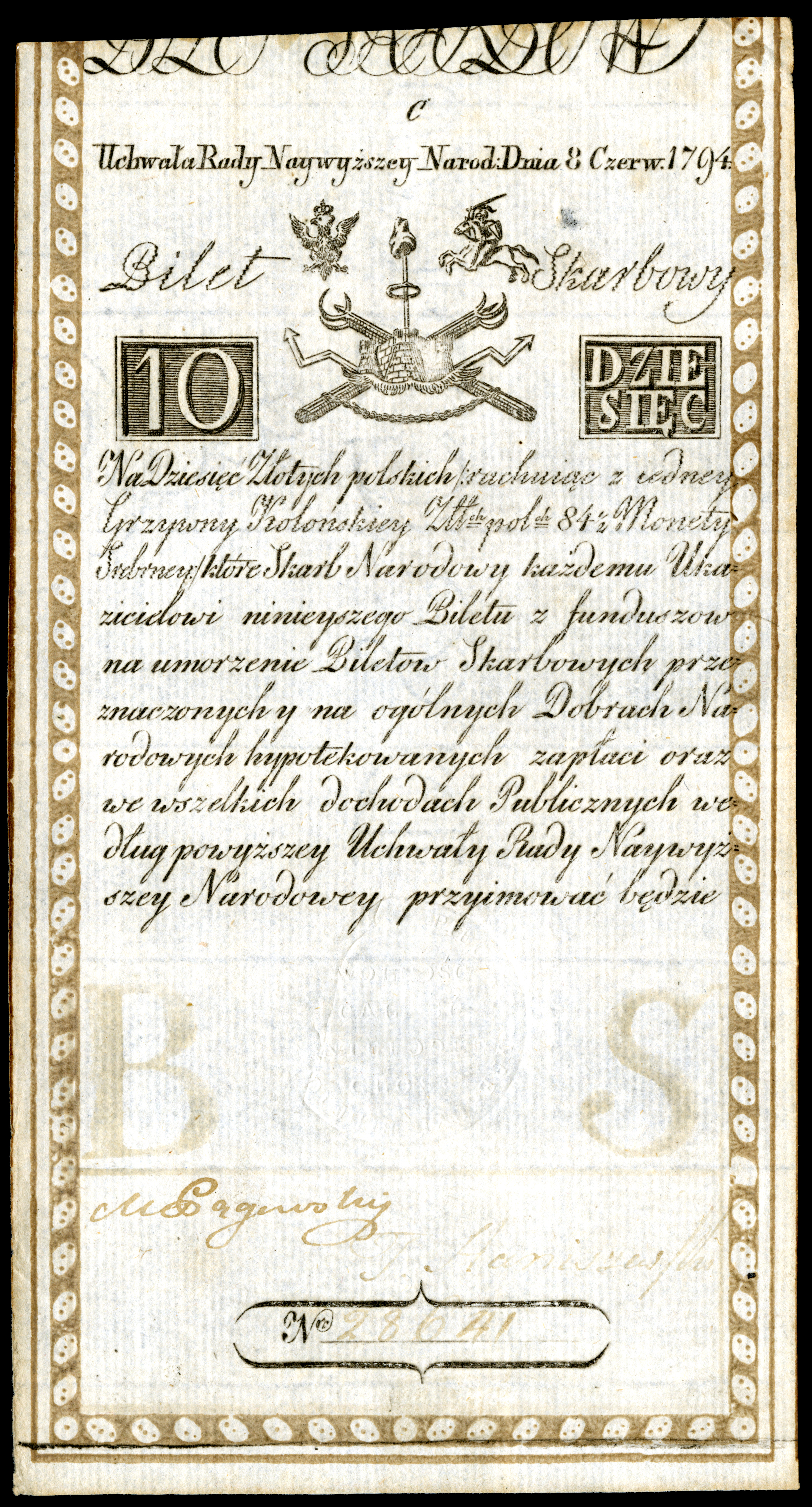
10 злотых 1794 года

Во время восстания Тадеуша Костюшко 13 августа 1794 года повстанцы выпустили ассигнации — бумажные деньги на сумму 6,65 миллионов злотых: билеты достоинством 5, 10, 25, 50, 100, 500 и 1000 злотых, а также разменные номиналы 5 и 10 грошей, 1 и 4 злотых. Вскоре, 8 ноября того же года, Варшава была взята русскими войсками, и ассигнации были объявлены недействительными. Вместо них в обращение были введены российские монеты и ассигнации, однако счёт на злотые и гроши сохранился.
Объясняется это более совершенной на тот момент денежной системой Польши, которая с 1766 года использовала серебряный стандарт. В том числе по этой причине в 1810 году в «Плане финансов» Михаил Сперанский предлагал ввести серебряный монометаллизм («счёт на серебряный рубль») и в России, поскольку это позволит «тотчас… запретить и в Лифляндии и в Польше всякий другой счёт, и сие есть единый способ присоединить финансовую систему сих провинций к системе российской и изгладить, наконец, ущерб и укоризну, столь давно финансы наши тяготящую».

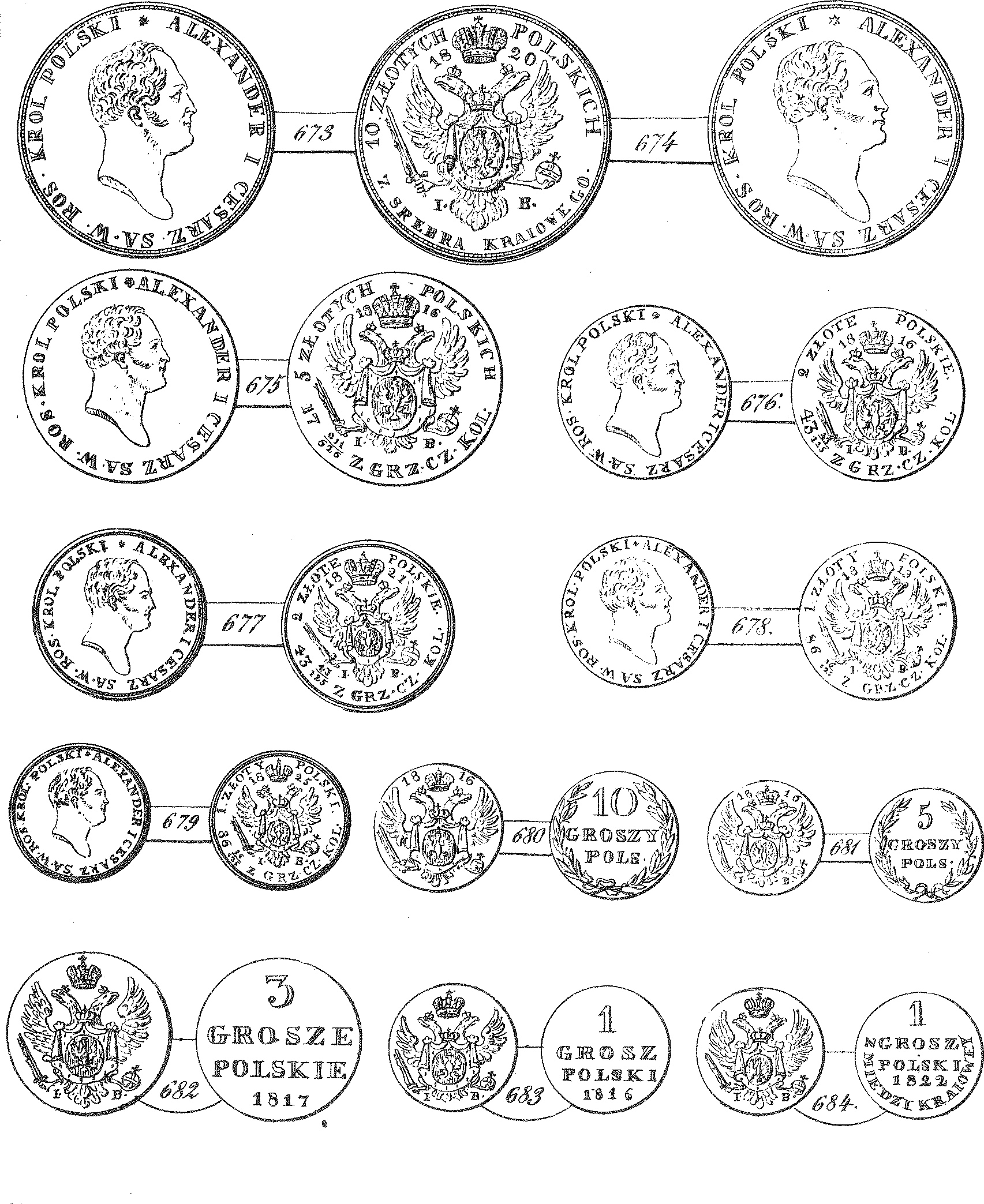
Серия монет эпохи Александра I

19 ноября (1 декабря) 1815 года был издан указ о монетной системе Царства Польского, находившегося в составе Российской империи, которым за злотым официально закреплялся статус основной денежной единицы, но устанавливался его фиксированный курс к рублю: 1 злотый равен 15 копейкам серебром, а 1 грош, который по-прежнему соответствовал 1/30 злотого, — ½ серебряной копейки. В том же году на Варшавском монетном дворе после долгого перерыва была начата чеканка монет, номинированные в грошах и злотых с легендой на польском языке и изображением российского герба и/или профиля Александра I:
- 1 и 3 гроша из меди (1815—49),
- 5 и 10 грошей из биллона (1816—55),
- 1, 2, 5 и 10 злотых из серебра (1816—55),
- 25 и 50 злотых из золота (1817—34).

Одновременно на территории Царства Польского допускалось обращение общегосударственных российских монет. Фактически в обращении также находились монеты соседних государств, а сами польские монеты, которые российскими властями рассматривались в качестве иностранных, начали использоваться в западных губерниях Российской Империи, что было формально одобрено российским Государственным советом в 1827 году.
В 1828 году в Царстве начал работу Польский банк, которому было разрешено выпускать банковские билеты (ассигнации) достоинством 5, 10, 50, 100, 500 и 1000 злотых при условии их гарантированного размена на звонкую монету по первому требованию, для чего на балансе банка всегда должны были быть серебряные монеты, эквивалентные по стоимости 1/7 выпущенных ассигнаций.

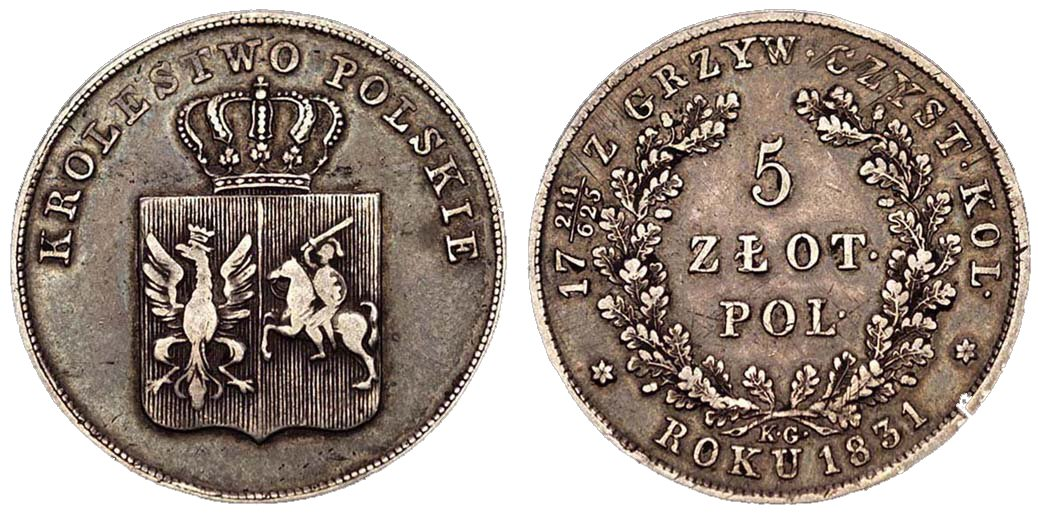
5 злотых периода Польского восстания 1830—1831 годов

Во время Польского восстания 1830—1831 годов Национальное правительство с апреля по август 1831 года выпускало собственные «повстанческие» деньги — золотые червонцы, а также серебряные монеты достоинством 2 и 5 злотых с революционным гербом. В условиях острого дефицита драгоценных металлов Польский банк, также попавший под контроль восставших, произвёл эмиссию бумажных банкнот достоинством 1 злотый. После поражения восстания решениями от 21 ноября (3 декабря) и 18 (30) декабря 1831 года все постановления революционного правительства в области денежного обращения были отменены. Отчеканенные им монеты подлежали изъятию из обращения и перечеканке, однако этот процесс растянулся на десятилетие — хождение революционных злотых было прекращено только в 1838 году.
Тогда же, в 1831 году, вновь встал вопрос об основной денежной единице Царства Польского, а также о существенном сокращении его финансовой автономии. Российский министр финансов Егор Канкрин предложил немедленно «приказать вести счёт рублями, а не флоринами», имея в виду польские злотые. Однако из-за серьёзного расстройства денежного обращения в самой Империи, когда курс бумажных ассигнаций был существенно ниже их нарицательной стоимости, от этого предложения отказались, ограничившись выпуском монет с обозначением номинала в двух денежных единицах. С 1832 года на Петербургском и на Варшавском монетных дворах началась чеканка монет с двойным обозначением номинала — в рублях (или копейках) и в злотых (или грошах), исходя из официального соотношения 1 злотый = 15 копеек:
- из серебра:
  - 5 копеек / 10 groszy (пробный выпуск 1842 года),
  - 10 копеек / 20 groszy (пробный выпуск 1842 года),
  - 15 копеек / 1 złoty (Санкт-Петербург, 1832—41; Варшава, 1834—41),
  - 20 копеек / 40 groszy (Варшава, 1842—48, 1850),
  - 25 копеек / 50 groszy (Варшава, 1842—48, 1850),
  - 30 копеек / 2 złote (Варшава, 1834—41),
  - ¾ рубля / 5 złotych (Санкт-Петербург, 1833—41; Варшава, 1834—41),
  - 1½ рубля / 10 złotych (Санкт-Петербург, 1833—41; Варшава, 1835—41),
- из золота — 3 рубля / 20 złotych (Санкт-Петербург, 1834—41; Варшава, 1834—40).

Одновременно было принято решение прекратить чеканку монет, номинированных исключительно в злотых и грошах, но реализовано оно не было.

Монеты Царства Польского с двойным обозначением номинала
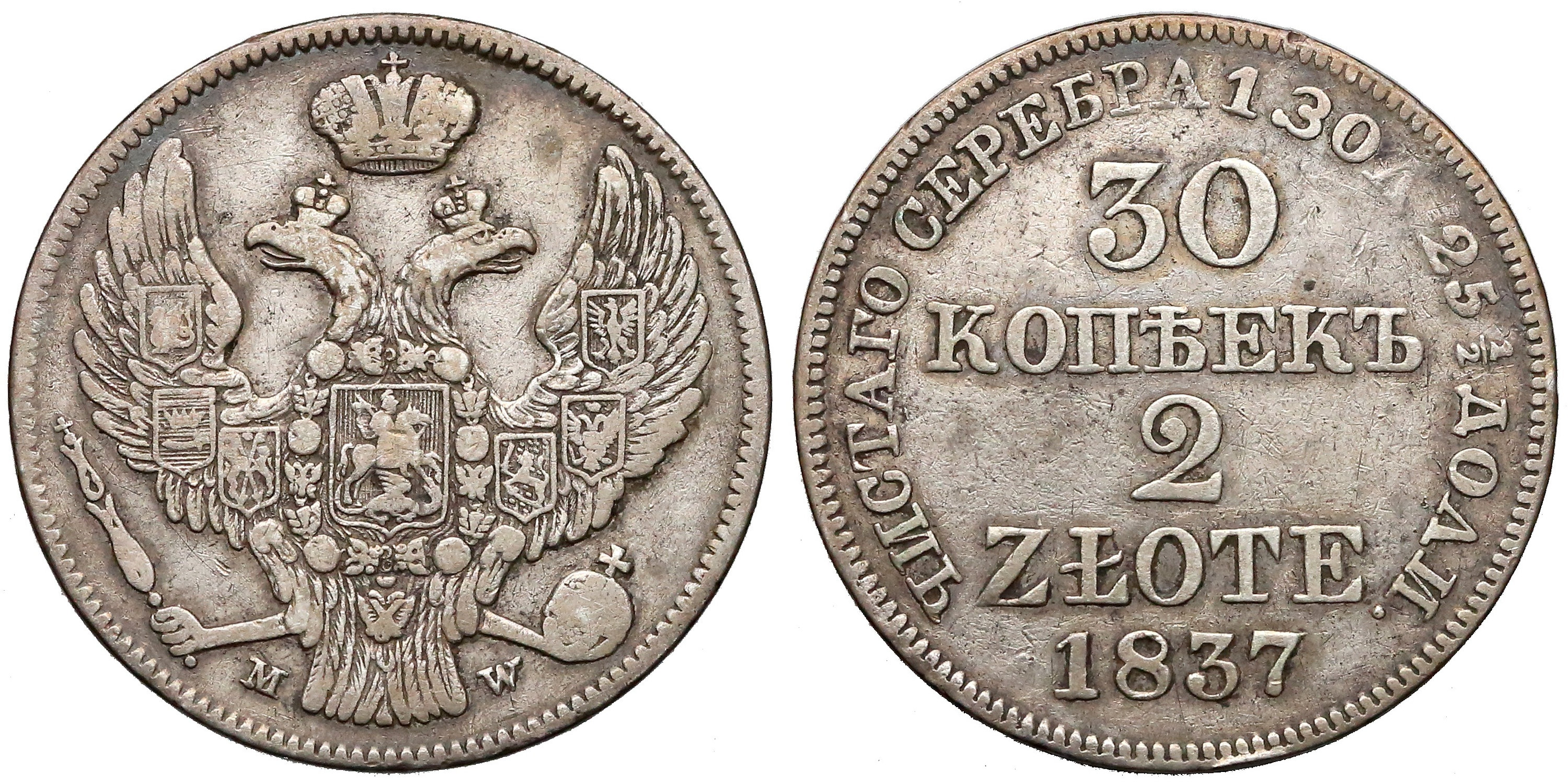
30 копеек / 2 złote 1837 года
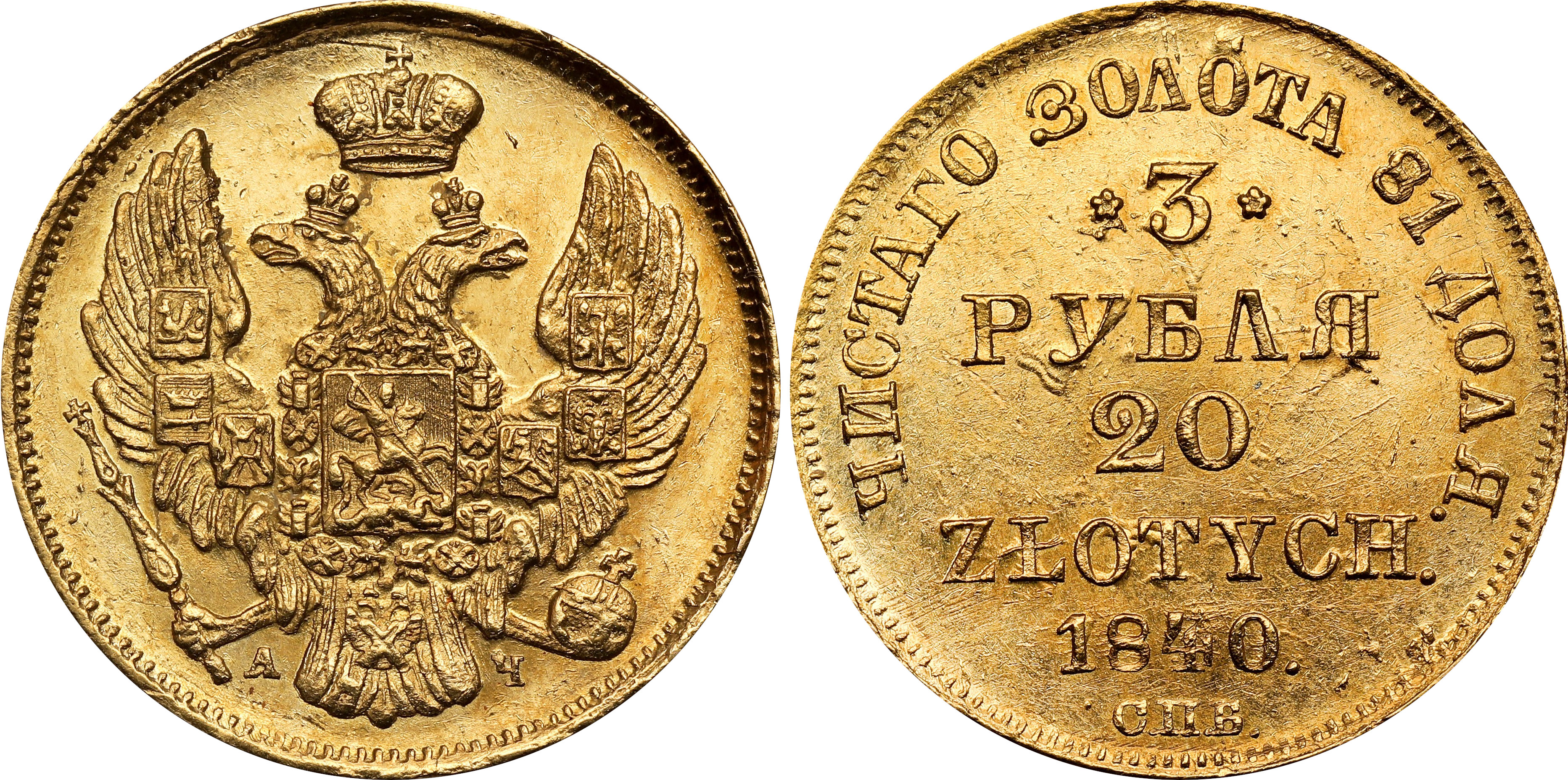
3 рубля / 20 złotych 1840 года

В 1841 году основной денежной единицей Царства Польского стал рубль. Номинированные в рублях банкноты в 1841—1866 годах выпускал Польский банк (рубль Польского банка). Одновременно на территории Польши имели хождение общегосударственные кредитные билеты, которые принимались во все виды платежей, в отличие от билетов Польского банка, являвшихся законным средством платежа только на территории самой Польши. Параллельно на Варшавском монетном дворе выпускались три типа монет: монеты с двойным обозначением номинала (до 1850 года), билонные злотые и гроши (до 1865 года), российские монеты общегосударственного образца с указанием монетного двора (до 1865 года). Таким образом, счёт на злотые и гроши вместе с номинированными в них монетами сохранялся как минимум до 1865 года.

### Злотый Вольного города Краков

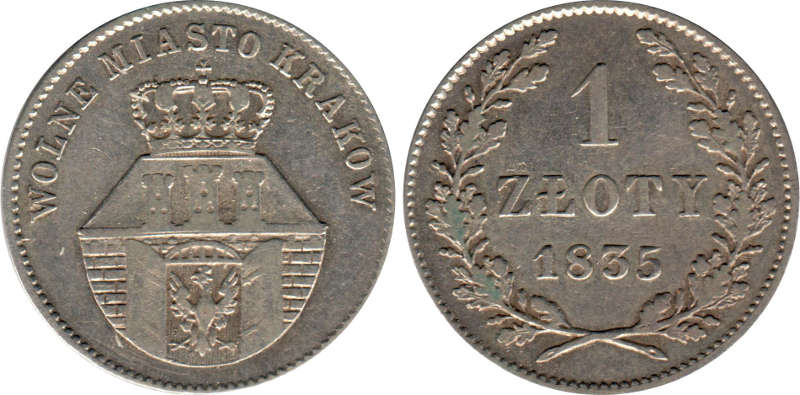
1 злотый, выпущенный в 1835 году в Кракове

В 1815—1846 годах город Краков являлся вольным городом, находящимся в сфере интересов Австрийской империи. В 1846 году он был включён в состав империи. В 1835 году в Вене были выпущены серебряные монеты в 5 и 10 грошей и 1 злотый.
Оформление монет было одинаковым: на аверсе чеканился герб Кракова и легенда («WOLNE MIASTO KRAKÓW» — вольный город Краков), на реверсе — номинал и дата.

## Состояние экономики Польши перед введением злотого

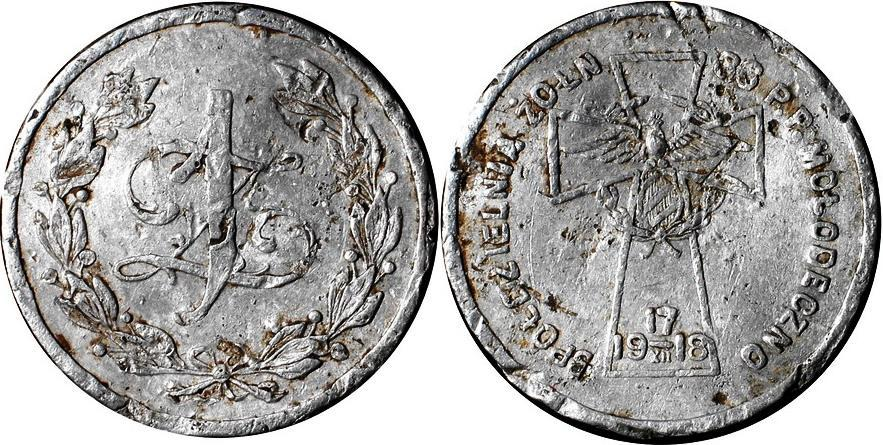
Бон в 1 злотый кооператива 86 пехотного полка (Молодечно)

Первые годы независимости не были отмечены экономическими кризисами. Польский финансовый рынок не был отрегулирован, что являлось основной проблемой в те годы. На территории Польши к окончанию Первой мировой войны, в обороте находилось несколько различных денежных единиц. Кроме австро-венгерской кроны, немецкой марки и русского рубля, циркулировавших в соответствующих частях Польши, в обращении также находились эмитированные оккупационными властями во время Первой мировой войны острубль и остмарка. В 1917 году правительство Польши решило заменить их на единую денежную единицу — польскую марку.
Названием новой денежной единицы заново созданного государства стало «марка», по аналогии с немецкой маркой. В момент введения польской марки, Польша находилась в благоприятной экономической ситуации. У неё отсутствовали характерные для стран-соседей проблемы — такие как выплата военных репараций в Германии, национальная неоднородность в Австрии и Венгрии. Власть в Польше занял авторитарный лидер Юзеф Пилсудский, который руководил государством вплоть до принятия конституции.
Пилсудский вступил в конфликт с РСФСР и другими советскими республиками за обладание территориями Украины, Белоруссии и Литвы. Конфликт перерос в советско-польскую войну. Военные расходы резко возросли. Правительственные меры сбалансировать бюджет были непопулярными. В связи с этим правительство поднимало налоги незначительно. Предложения о сокращении государственных расходов также не устраивали высшие слои польского общества.
В 1919 году все попытки министра финансов осуществить стабилизацию польской марки, были тщетны и собранные им средства весной 1920 года ушли на войну с РСФСР. В октябре 1920 г. было заключено перемирие с советской Россией. В 1921 году министр финансов Михальский создал свой план снижения расходов и увеличения налогов в казну. Сейм принял этот план, но в процессе его одобрения парламентом, в нём появились многочисленные изменения. В итоге реализация этого плана не имела успеха, а эффект от него был достигнут лишь на короткое время. Затем экономика опять вышла из-под контроля правительства, и к началу лета 1923 года произошло значительное падение курса польской марки. Инфляция достигла своего пика в 1923 году. Правительство Грабского продержалось у власти примерно два года и одним из его достижений стала денежная реформа, в результате которой в 1924 году марка была заменена злотым (1 злотый = 1,8 млн польских марок).
Злотый делился на 100 грошей, а не на 30, как ранее, однако выпуск разменной монеты нового образца налажен не был. Временную замену ей нашли довольно просто. Для этого имевшуюся в достатке банкноту достоинством в 500 тысяч марок резали на две части, на каждой делали надпечатку, сообщавшую, что она представляет собой 1 грош, и пускали в обращение. На два знака по 5 грошей пополам резали банкноту в 10 миллионов марок и снабжали соответствующей надпечаткой.

## Злотый в период 1924—1939 годов

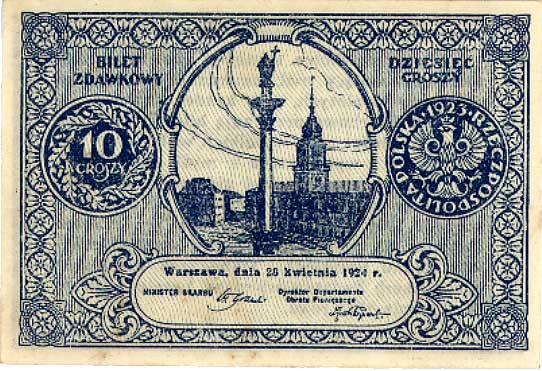
10 грошей 1924 года

Когда злотый был введен в оборот, он был привязан к доллару. Парламент был слабым, что отразилось на его способности принять необходимые меры для поддержания финансовой стабильности в стране. Политические партии оказывали постоянное давление на правительство с целью выделения государственных средств на статьи расходов, не предусмотренных бюджетом.
Возник дефицит бюджета, и инфляция начала увеличиваться стремительными темпами. Правительство Польши стремилось к сокращению бюджетного дефицита и проводило активные меры, чем в недавнем прошлом, когда в стране была гиперинфляция. Чтобы найти средства для борьбы с инфляцией, правительство выпустило ценные бумаги, которые были в обращении наряду с банкнотами банка Польши. К концу 1925 года правительственные обязательства по ценным бумагам стали завышены, возможности их погасить у правительства не было, финансовая стабильность в стране была подорвана.
Грабский отказался от зарубежной помощи, он не хотел подвергать страну контролю со стороны Лиги Наций. Польский премьер думал, что иностранцы сами предоставят кредиты (и может быть на более выгодных условиях), как только национальная валюта станет стабильной. Но этого не произошло, поскольку европейские страны пока ещё не доверяли экономике Польши и не спешили вкладывать в неё деньги.
В то время как Лига Наций выделила денежные средства для осуществления финансовой стабилизации в Австрии и Венгрии, Польше пришлось прибегать к различным мерам для привлечения в страну денежных средств. Правительство пошло на продажу части национального имущества, которое было продано на невыгодных для страны условиях. Эта мера была напрасной и не помогла польской экономике. Финансовый рынок показал несостоятельность реформы Грабского. Итогом стало то что, злотый наполовину обесценился, а Грабский ушёл в отставку. Проблемы стали появляться в различных сферах экономики, а не только в государственном хозяйстве. В 1920 году сформирована система социального страхования, которая была проблемой для правительства. По законодательству бизнес имел дополнительные расходы, связанные с ней, так и взносы перечисляемые рабочими и работодателями, поступали не в государственный бюджет, а в специальный фонд, контролировавшийся социалистической партией. Социалистическая партия поставила на повестку дня вопрос об установлении в стране нового консервативного режима, позволяющего осуществить так называемую санацию. Политический кризис, к которому Польша пришла за семь лет независимости, дошёл до своего апогея. 14 ноября 1925 года Пилсудский выразил президенту своё беспокойство насчёт происходящих в стране событий.

### Серия монет 1923—1929 года
Гурт у всех монет гладкий.
| Изображение | Номинал   | Диаметр (мм) | Масса (г) | Материал | Период обращения | Годы выпуска                  |
| ----------- | --------- | ------------ | --------- | -------- | ---------------- | ----------------------------- |
|             | 1 грош    | 14,7         | 1,5       | бронза   | 1923—1939        | 1923 1925 1927 1928 1930—1939 |
|             | 2 гроша   | 17,6         | 2,0       | латунь   | 1923—1939        | 1923                          |
|             | 2 гроша   | 17,6         | 2,0       | бронза   | 1923—1939        | 1925 1927 1928 1930—1939      |
|             | 5 грошей  | 20,0         | 3,0       | латунь   | 1923—1939        | 1923                          |
|             | 5 грошей  | 20,0         | 3,0       | бронза   | 1923—1939        | 1925 1928 1930 1931 1934—1939 |
|             | 10 грошей | 17,6         | 2,0       | никель   | 1923—1939        | 1923                          |
|             | 20 грошей | 20,0         | 3,0       | никель   | 1923—1939        | 1923                          |
|             | 50 грошей | 23,0         | 5,0       | никель   | 1923—1939        | 1923                          |
|             | 1 злотый  | 25,0         | 7,0       | никель   | 1929—1939        | 1929                          |

### Серия банкнот 1929—1936 годов
| Серия 1929—1936 годов                           | Серия 1929—1936 годов | Серия 1929—1936 годов | Серия 1929—1936 годов | Серия 1929—1936 годов      | Серия 1929—1936 годов                                | Серия 1929—1936 годов                           | Серия 1929—1936 годов | Серия 1929—1936 годов |
| Изображение                                     | Изображение           | Номинал (злотых)      | Размеры (мм)          | Основные цвета             | Описание                                             | Описание                                        | Даты                  | Даты                  |
| Лицевая сторона                                 | Оборотная сторона     | Номинал (злотых)      | Размеры (мм)          | Основные цвета             | Лицевая сторона                                      | Оборотная сторона                               | печати                | изъятия               |
| ----------------------------------------------- | --------------------- | --------------------- | --------------------- | -------------------------- | ---------------------------------------------------- | ----------------------------------------------- | --------------------- | --------------------- |
|                                                 |                       | 2                     | 102×63                | тёмно-серый                | номинал, портрет женщины                             | номинал, герб Польши                            | 1936                  | 1940                  |
|                                                 |                       | 5                     | 144×78                | тёмно-синий                | номинал, портрет женщины                             | надпись «банк Польши»                           | 1930                  | 1940                  |
|                                                 |                       | 10                    | 160×80                | светло- коричневый         | номинал, изображения святых                          | женщина с моделью корабля, рабочий и крестьянка | 1929                  | 1940                  |
|                                                 |                       | 20                    | 163×86                | серый голубой              | портрет Эмилии Плятер, статуя женщины с двумя детьми | изображение замка, фигуры архитектора и поэта   | 1936                  | 1940                  |
|                                                 |                       | 50                    | 188×99                | зелёный голубой коричневый | номинал, крестьянка и рабочий                        | изображения памятных зданий                     | 1929                  | 1940                  |
|                                                 |                       | 100                   | 175×98                | коричневый                 | номинал, портрет Юзефа Понятовского                  | изображение дуба                                | 1934                  | 1940                  |
| Масштаб изображений — 1,0 пикселя на миллиметр. |                       |                       |                       |                            |                                                      |                                                 |                       |                       |

### Реформы Юзефа Пилсудского
Режим, установленный Пилсудским, получил название санации. При режиме санации бюджет уже в третьем квартале 1926 года был приведён в порядок, налоговые поступления резко возросли, и политика Банка Польши оказалась поставлена под более жёсткий контроль правительства, что, в сочетании с взятым у США внешним займом, позволило Польше добиться некоторой финансовой стабильности.
Как это уже было в случае с Австрией и Венгрией, в Польшу приехала группа экспертов для наблюдения за ходом стабилизации экономики во главе с американским профессором Е. Кеммерером.
Злотый, который начал обесцениваться с середины 1925 года, уже осенью 1926 года стабилизировался (этому способствовал, значительный рост экспорта польского угля), а в октябре 1927 года его курс несколько стабилизировался, в полтора раза более низком уровне, чем в 1924 году. Вплоть до 1933 года злотый свободно разменивался на золото и на иностранную валюту. Полученный урок в годы инфляции политиками Польши были учтены, и Польша ввела золотое обеспечение национальной валюты.
В 1924—1925 годах присутствовал значительный отток капитала из страны. А уже после стабилизации национальной валюты, вклады в банках стали стабильно расти. Большая часть поляков была консервативна и хранила свои сбережения в немецких марках. Однако уже после стабилизации национальной валюты, иностранцы стали вкладывать свои деньги в польскую экономику. Экономика, начиная с первого квартала 1926 года, начала успешно развиваться, благодаря расширившемуся спросу на польский уголь в Великобритании и северных странах Европы (Германия отказалась принять на свой рынок уголь из ещё недавно принадлежавшей ей Верхней Силезии). Присутствовал фактор, который несколько притормозил экономическое развитие Польши: завышенный курс национальной валюты — злотого. Последствия этого не заставили себя ждать: если в 1926 году удалось резко увеличить экспорт угля, то уже в 1927 году польский импорт превысил экспорт из-за роста внутренних цен. Экспорт товаров из Польши стал невыгодным из-за их дороговизны, а импорт привлекал поляков ввиду того что цены на товары за границей стали меньше чем цены у себя дома.
В это время польская экономика уже снова пребывала в кризисе, в котором она снова оказалась после кратковременного подъёма. Из-за падения производства рост экономики прекратился, в итоге прирост который был с 1926 по 1929 год, уже не ощущался. Падение производства стало итогом сокращения объёма экспорта.
Кризис польской экономики длился очень долго — вплоть до второй половины 30-х гг. Правительство приняло меры по ликвидации бюджетного дефицита снижением расходов, не связанных с обороной страны. В 1931—1933 годах расходы бюджета уменьшились на треть. Несмотря на это бюджет все равно оставался дефицитным.
Отечественный капитал, который поступал в казну в виде налогов, и должен был помочь выводу страны из кризиса, шёл на погашение государственного долга. Правительство вынуждено было выплачивать иностранным банкам те средства, которые были необходимы польской экономике. Несмотря на трудности Польша, помнившая недавнюю гиперинфляцию, не хотела отказываться от золотого обеспечения национальной валюты. Для стабилизации экономики страны правительству необходимо было сократить импорт и увеличить экспорт. Этому мешал завышенный курс злотого, который не позволял добиться желаемого чисто рыночным путём, правительство пошло на повышение импортных таможенных пошлин, а экспортерам были предоставлены специальные субсидии.
В 1935 году Юзеф Пилсудский скончался, что повлияло на дальнейшую историю страны. Власть взяли военные. Они столкнулись с необходимостью регулировать экономику страны пребывавшую в кризисе. Экономика беспокоила руководство страны. По сравнению со своими соседями Польша оставалась преимущественно аграрной страной, в которой по статистике 61 % населения (данные за 1931 год) работал в сельском хозяйстве. Правительство страны, чтобы реформировать экономику, рассматривало планы о дальнейшем вмешательстве государства в экономику страны. Результатом стало то, что к концу 30-х годов национальная промышленность стала переходить под государственный контроль. Правительство национализировало около сотни предприятий. Таким образом уже в довоенное время, Польша, как и Югославия, пришла к полному переводу всей экономики в государственный сектор (кроме аграрного сектора экономики), что впоследствии завершили коммунисты.

### Памятные монеты 1920—1930 годов
В 1930 году была выпущена юбилейная монета достоинством 5 злотых, посвящённая Польскому восстанию.
В 1933 году было выпущено 2 юбилейные монеты достоинством 10 злотых: памяти восстания 1863 года (на аверсе был изображён руководитель восстания Ромуальд Траугутт) и с портретом Яна III Собеского в память о разгроме турок под Веной в 1683 году.
С 1932 года серебряные монеты 2, 5 и 10 злотых чеканились с портретом Ядвиги, однако у нумизматов есть сомнения в том, кто изображён на монете.
Серебряные монеты с номиналом 2, 5 и 10 злотых, отчеканенные с 1932 по 1934 год с изображением женщины в платке, имеющей на голове венок из клевера, связывают с портретом королевы Ядвиги. Однако нет никаких документов, удостоверяющих это. Ни в официальных документах, ни в источниках нет ни слова о королеве Ядвиге на памятных монетах выпущенных в это время. Известный коллекционер Владислав Терлецкий, составивший каталог 1960 года, описывает данную монету так: «Голова женщины в венке из клевера, влево, на фоне колосьев». В 2006 году вышли монеты из серии «История злотого» с изображением монеты 10 злотых 1932 года, и описание монеты было следующее: «голова женщины, в платке и с венком, помещёнными на фоне колосьев…» Сегодня в названии монеты закрепилось название «голова женщины» (за монетами 1924—1925 годов — «девушка и колосья»).
Автор дизайна монеты Антоний Мадейский изобразил на монете Нину Морштынову, жену писателя Людвига Геронима Морштина.
По другой версии, на монете изображена жена польского военного атташе в Риме Янина Морстин (1895—1965 гг.).
С 1934 года серебряные монеты 2, 5 и 10 злотых чеканились с портретом Юзефа Пилсудского.
Последняя чеканка довоенных монет — 1939 год.
| 1 злотый                           | 1 злотый | 1 злотый       | 1 злотый    | 1 злотый       | 1 злотый | 1 злотый                                                              | 1 злотый    | 1 злотый      | 1 злотый    | 1 злотый    |
| ---------------------------------- | -------- | -------------- | ----------- | -------------- | -------- | --------------------------------------------------------------------- | ----------- | ------------- | ----------- | ----------- |
| Годы выпуска                       | Металл   | Масса общая, г | Диаметр, мм | Была в обороте | Гурт     | Аверс                                                                 | Реверс      | Монетный двор | Изображение | Изображение |
| 1924, 1925                         | серебро  | 5,0            | 23,0        | 1924-1939      | рубчатый | Портрет женщины в колосьях                                            | герб Польши | Варшава (MW)  |             |             |
| 2 злотых                           |          |                |             |                |          |                                                                       |             |               |             |             |
| Годы выпуска                       | Металл   | Масса общая, г | Диаметр, мм | Была в обороте | Гурт     | Аверс                                                                 | Реверс      | Монетный двор | Изображение | Изображение |
| 1924, 1925                         | серебро  | 10,0           | 27,0        | 1924-1939      | рубчатый | Портрет женщины в колосьях                                            | герб Польши | Варшава (MW)  |             |             |
| 2 злотых                           |          |                |             |                |          |                                                                       |             |               |             |             |
| Годы выпуска                       | Металл   | Масса общая, г | Диаметр, мм | Была в обороте | Гурт     | Аверс                                                                 | Реверс      | Монетный двор | Изображение | Изображение |
| 1932, 1933, 1934                   | серебро  | 4,4            | 22,0        | 1932-1939      | рубчатый | Портрет Ядвиги                                                        | герб Польши | Варшава (MW)  |             |             |
| 2 злотых                           |          |                |             |                |          |                                                                       |             |               |             |             |
| Годы выпуска                       | Металл   | Масса общая, г | Диаметр, мм | Была в обороте | Гурт     | Аверс                                                                 | Реверс      | Монетный двор | Изображение | Изображение |
| 1934, 1936                         | серебро  | 4,4            | 22,0        | 1932-1939      | рубчатый | Портрет Юзефа Пилсудского                                             | герб Польши | Варшава (MW)  |             |             |
| 2 злотых                           |          |                |             |                |          |                                                                       |             |               |             |             |
| Годы выпуска                       | Металл   | Масса общая, г | Диаметр, мм | Была в обороте | Гурт     | Аверс                                                                 | Реверс      | Монетный двор | Изображение | Изображение |
| 1936                               | Серебро  | 4,4            | 22,0        | 1936-1939      | рубчатый | Изображение яхты «Дар Поморья», к 15—летию основания порта в Гдыне    | герб Польши | Варшава (MW)  |             |             |
| 5 злотых                           |          |                |             |                |          |                                                                       |             |               |             |             |
| Годы выпуска                       | Металл   | Масса общая, г | Диаметр, мм | Была в обороте | Гурт     | Аверс                                                                 | Реверс      | Монетный двор | Изображение | Изображение |
| 1925                               | серебро  | 18,0           | 33,0        | 1925           | рубчатый | Конституция                                                           | герб Польши | Варшава (MW)  |             |             |
| 5 злотых                           |          |                |             |                |          |                                                                       |             |               |             |             |
| Годы выпуска                       | Металл   | Масса общая, г | Диаметр, мм | Была в обороте | Гурт     | Аверс                                                                 | Реверс      | Монетный двор | Изображение | Изображение |
| 1928, 1930, 1931, 1932             | серебро  | 18,0           | 33,0        | 1928-1934      | рубчатый | серии Ника                                                            | герб Польши | Варшава (MW)  |             |             |
| 5 злотых                           |          |                |             |                |          |                                                                       |             |               |             |             |
| Годы выпуска                       | Металл   | Масса общая, г | Диаметр, мм | Была в обороте | Гурт     | Аверс                                                                 | Реверс      | Монетный двор | Изображение | Изображение |
| 1928, 1930, 1931, 1932             | серебро  | 18,0           | 33,0        | 1928-1934      | рубчатый | посвящённая Польскому восстанию                                       | герб Польши | Варшава (MW)  |             |             |
| 5 злотых                           |          |                |             |                |          |                                                                       |             |               |             |             |
| Годы выпуска                       | Металл   | Масса общая, г | Диаметр, мм | Была в обороте | Гурт     | Аверс                                                                 | Реверс      | Монетный двор | Изображение | Изображение |
| 1928, 1930, 1931, 1932             | серебро  | 11,0           | 28,0        | 1932-1934      | рубчатый | Портрет Ядвиги                                                        | герб Польши | Варшава (MW)  |             |             |
| 5 злотых                           |          |                |             |                |          |                                                                       |             |               |             |             |
| Годы выпуска                       | Металл   | Масса общая, г | Диаметр, мм | Была в обороте | Гурт     | Аверс                                                                 | Реверс      | Монетный двор | Изображение | Изображение |
| 1934, 1935, 1936, 1938             | серебро  | 11,0           | 28,0        | 1934-1939      | рубчатый | Портрет Юзефа Пилсудского                                             | герб Польши | Варшава (MW)  |             |             |
| 5 злотых                           |          |                |             |                |          |                                                                       |             |               |             |             |
| Годы выпуска                       | Металл   | Масса общая, г | Диаметр, мм | Была в обороте | Гурт     | Аверс                                                                 | Реверс      | Монетный двор | Изображение | Изображение |
| 1936                               | серебро  | 11,0           | 28,0        | 1936-1939      | рубчатый | с изображением яхты «Дар Поморья», к 15-летию основания порта в Гдыне | герб Польши | Варшава (MW)  |             |             |
| 10 злотых                          |          |                |             |                |          |                                                                       |             |               |             |             |
| Годы выпуска                       | Металл   | Масса общая, г | Диаметр, мм | Была в обороте | Гурт     | Аверс                                                                 | Реверс      | Монетный двор | Изображение | Изображение |
| 1925                               | золото   | 3,23           | 19,0        | 1925           | рубчатый | Портрет Болеслава I Храброго                                          | герб Польши | Варшава (MW)  |             |             |
| 10 злотых                          |          |                |             |                |          |                                                                       |             |               |             |             |
| Годы выпуска                       | Металл   | Масса общая, г | Диаметр, мм | Была в обороте | Гурт     | Аверс                                                                 | Реверс      | Монетный двор | Изображение | Изображение |
| 1932, 1933                         | серебро  | 22,0           | 34,0        | 1932-1939      | рубчатый | Портрет Ядвиги                                                        | герб Польши | Варшава (MW)  |             |             |
| 10 злотых                          |          |                |             |                |          |                                                                       |             |               |             |             |
| Годы выпуска                       | Металл   | Масса общая, г | Диаметр, мм | Была в обороте | Гурт     | Аверс                                                                 | Реверс      | Монетный двор | Изображение | Изображение |
| 1933                               | серебро  | 22,0           | 34,0        | 1933-1939      | рубчатый | Портрет Яна III Собеского                                             | герб Польши | Варшава (MW)  |             |             |
| 10 злотых                          |          |                |             |                |          |                                                                       |             |               |             |             |
| Годы выпуска                       | Металл   | Масса общая, г | Диаметр, мм | Была в обороте | Гурт     | Аверс                                                                 | Реверс      | Монетный двор | Изображение | Изображение |
| 1933                               | серебро  | 22,0           | 34,0        | 1933-1939      | рубчатый | Портрет Ромуальда Траугутта                                           | герб Польши | Варшава (MW)  |             |             |
| 10 злотых                          |          |                |             |                |          |                                                                       |             |               |             |             |
| Годы выпуска                       | Металл   | Масса общая, г | Диаметр, мм | Была в обороте | Гурт     | Аверс                                                                 | Реверс      | Монетный двор | Изображение | Изображение |
| 1934, 1935, 1936, 1937, 1938, 1939 | серебро  | 22,0           | 34,0        | 1934-1939      | рубчатый | Портрет Юзефа Пилсудского                                             | герб Польши | Варшава (MW)  |             |             |
| 20 злотых                          |          |                |             |                |          |                                                                       |             |               |             |             |
| Годы выпуска                       | Металл   | Масса общая, г | Диаметр, мм | Была в обороте | Гурт     | Аверс                                                                 | Реверс      | Монетный двор | Изображение | Изображение |
| 1925                               | золото   | 6,451          | 21,0        | 1925           | рубчатый | Портрет Болеслава I Храброго                                          | герб Польши | Варшава (MW)  |             |             |

## Злотый в период оккупации Польши
Во время германской оккупации (1939—1944) имели хождение бумажные банкноты: так называемые оккупационные злотые «генерал-губернаторства» с тем же дизайном, что и довоенные, но с изменённым текстом. Банк в Кракове эмитировал банкноты в 1, 2, 5, 10, 20, 50, 100 и 500 злотых.
Выпускались также мелкие монеты довоенного образца, но только цинковые и железные.
После освобождения Польши в 1944 году и восстановления её независимости вначале были выпущены бумажные деньги номиналами в 1, 2, 5, 10, 20, 50, 100 и 500 злотых, а также в 1000 злотых выпуска 1945 года.

### Серия банкнот 1940 года
| Серия 1940 года (оккупационные злотые Генерал-губернаторства 1940 года) | Серия 1940 года (оккупационные злотые Генерал-губернаторства 1940 года) | Серия 1940 года (оккупационные злотые Генерал-губернаторства 1940 года) | Серия 1940 года (оккупационные злотые Генерал-губернаторства 1940 года) | Серия 1940 года (оккупационные злотые Генерал-губернаторства 1940 года) | Серия 1940 года (оккупационные злотые Генерал-губернаторства 1940 года) | Серия 1940 года (оккупационные злотые Генерал-губернаторства 1940 года) | Серия 1940 года (оккупационные злотые Генерал-губернаторства 1940 года) | Серия 1940 года (оккупационные злотые Генерал-губернаторства 1940 года) |
| Изображение                                                             | Изображение                                                             | Номинал (злотых)                                                        | Размеры (мм)                                                            | Основные цвета                                                          | Описание                                                                | Описание                                                                | Даты                                                                    | Даты                                                                    |
| Лицевая сторона                                                         | Оборотная сторона                                                       | Номинал (злотых)                                                        | Размеры (мм)                                                            | Основные цвета                                                          | Лицевая сторона                                                         | Оборотная сторона                                                       | печати                                                                  | изъятия                                                                 |
| ----------------------------------------------------------------------- | ----------------------------------------------------------------------- | ----------------------------------------------------------------------- | ----------------------------------------------------------------------- | ----------------------------------------------------------------------- | ----------------------------------------------------------------------- | ----------------------------------------------------------------------- | ----------------------------------------------------------------------- | ----------------------------------------------------------------------- |
|                                                                         |                                                                         | 1                                                                       | 99×65                                                                   | тёмно-зелёный                                                           | номинал                                                                 | номинал                                                                 | 1940                                                                    | 1944                                                                    |
|                                                                         |                                                                         | 2                                                                       | 110×68                                                                  | оливковый                                                               | номинал, голова крестьянки                                              | название банка, номинал                                                 | 1940                                                                    | 1944                                                                    |
|                                                                         |                                                                         | 5                                                                       | 150×82                                                                  | тёмно-зелёный                                                           | женщина-крестьянка                                                      | номинал                                                                 | 1940                                                                    | 1944                                                                    |
|                                                                         |                                                                         | 10                                                                      | 170×85                                                                  | коричневый                                                              | номинал, изображения святых                                             | Памятник Шопену в Варшаве                                               | 1940                                                                    | 1944                                                                    |
|                                                                         |                                                                         | 20                                                                      | 173×91                                                                  | тёмно-серый                                                             | крестьянин, женщина с ребёнком, портрет Эмилии Плятер                   | замок Вавель, фигуры архитектора и поэта                                | 1940                                                                    | 1944                                                                    |
|                                                                         |                                                                         | 50                                                                      | 180×100                                                                 | тёмно-синий                                                             | крестьянин и женщина, портрет Эмилии Плятер                             | Суконные ряды в Кракове                                                 | 1940                                                                    | 1944                                                                    |
|                                                                         |                                                                         | 100                                                                     | 190×106                                                                 | коричневый                                                              | номинал, крестьянин                                                     | здание Банка Польши в Варшаве                                           | 1940                                                                    | 1944                                                                    |
|                                                                         |                                                                         | 500                                                                     | 181×100                                                                 | тёмно- коричневый                                                       | Гураль, номинал                                                         | номинал, горное озеро в Татрах                                          | 1940                                                                    | 1944                                                                    |
| Масштаб изображений — 1,0 пикселя на миллиметр.                         |                                                                         |                                                                         |                                                                         |                                                                         |                                                                         |                                                                         |                                                                         |                                                                         |

## Злотый в период 1944—1994 годов
В послевоенной Польше события развивались, как и в других странах Европы, пришедших к социализму.
Первая денежная реформа произошла в 1944 году, когда была выпущена первая серия банкнот социалистической Польши. Однако банкноты в обращении были недолго, и правительство страны выпускало новые банкноты в 1946, 1947 и 1948 годах. В 1950 году старые злотые были деноминированы по курсу обмена 100:1, а в 1949 году были отчеканены первые польские послевоенные монеты. На аверсе монет был отчеканен номинал, а на реверсе изображался герб Польши в виде орла без короны и надпись Rzeczpospolita Polska («Польская Республика»)
.
Банкноты, выпущенные в 1948 году, уже представляли стабильный злотый и были в ходу до середины 1970-х годов, когда была выпущена новая серия банкнот.
Тем временем в экономике Польши происходили следующие события:
В 1946 году был принят закон о национализации всех предприятий. В сельском хозяйстве, была проведена новая аграрная реформа, в результате которой крестьяне получили от государства дополнительные земельные наделы, а государство стало проводить коллективизацию страны.
Эти меры определили характер новой экономической системы. В основном социалистические перемены затронули крупные и средние предприятия, они были национализированы. В отличие от СССР, мелкие предприятия остались в частных руках.
С 1950 года страна взяла курс на привлечение крестьянства в социалистические кооперативы, решением правительства основная масса крестьянства, начиная с 1951 года, была обязана совершать ежегодные поставки зерна государству (они составляли 85 % товарной продукции индивидуальных хозяйств), а с 1952 года — также поставки мяса, молока и картофеля. Государство закупало продукты по такой цене, что разоряло мелкие хозяйства.
После кончины генерального секретаря ЦК ПОРП Болеслава Берута, среди членов партийной элиты возникла группировка, настаивающая на изменении подходов к управлению страной. Руководитель СССР Никита Хрущёв решил, что конфликт с Польшей, не достигший такой остроты, как в Венгрии, ему не нужен, и предпочёл мирно договориться с руководством ПНР.
Сменивший Берута первый секретарь ЦК ПОРП Владислав Гомулка стремился избежать ухудшения обстановки в стране, а также с целью поддержки своих реформ польским обществом, пошёл на смягчение курса правительства, направленного на вытеснение частного сектора из экономики, и отметил неэффективность работы многих социалистических кооперативов. Репрессии против крестьянства прекратились, обязательные поставки продовольствия были сокращены во много раз, а государственные закупочные цены — повышены.
В Польше наиболее серьёзная попытка осуществления реформы экономики была предпринята в начале 1970-х годов, после того как Гомулку во главе ПОРП сменил Эдвард Герек, который выдвинул лозунг на увеличение благосостояния граждан Польши.
В это время была выпущена новая серия банкнот 1974 года, которые стали стремительно обесцениваться. В течение 1970-х годов появились банкноты, начиная с 200 злотых в 1976 году и кончая 2000 злотых, которая была выпущена в 1977 году. После этого ненадолго инфляция была обуздана и следующая самая крупная банкнота номиналом в 5000 злотых вышла в 1982 году. Банкнота 20 злотых заменена монетой. Выпуск монет 2 и 5 злотых начат в 1975 году из латуни. В то время, Польша начала брать займы у СССР и капстран, правительство Герека мотивировало это следующим соображением: «Инвестиции увеличат потенциал Польши, направленный на экспорт, страна сможет оплачивать проценты по кредитам и в то же время обеспечивать высокий уровень промышленного производства». Однако этого не произошло. Иностранные кредиты, которые взяло правительство, стали очень большими для польской экономики, а проценты по ним стали основной бюджетной статьёй расходов. В то время как эти средства были использованы неэффективно, в сложившейся централизованной системе. После периода быстрого роста национального дохода и потребления в 1971—1978 годах. Польша вступила в фазу затяжного экономического кризиса, усугубляемого огромной и постоянно растущей внешней задолженностью.

### Монеты Польской Народной Республики (1949—1990 годы)
В 1950 году была проведена деноминация старых злотых (курс обмена — 100:1), а в 1949 году началась чеканка первых польских послевоенных монет. На реверсe монет помещался номинал, на аверсе — герб Польши (орёл без короны) и надпись Rzeczpospolita Polska (Польская Республика).
Первые монеты чеканили из алюминия (1 и 2 гроша), бронзы (5 грошей) и никелина (10, 20, 50 грошей и 1 злотый), вскоре все монеты стали чеканить из алюминия.
С 1957 года стали чеканить очень похожие алюминиевые монеты, но с легендой Polska Rzeczpospolita Ludowa («Польская Народная Республика»).
В 1958—1959 годах вместо банкнот в 2 и 5 злотых были выпущены соответствующие алюминиевые монеты (позже их стали чеканить из бронзы).
С конца 1950-х годов в Польше выпускали большое количество юбилейных монет достоинством 10, затем 20 злотых.
В результате инфляции качество монет ухудшилось, мелкие номиналы исчезли из обихода. Юбилейные монеты стали выпускать достоинством в 50 злотых, затем 100 злотых, затем 500 злотых. В 1993 году были выпущены юбилейные монеты достоинством в 20 000 и 300 000 злотых.

### Банкноты Польской Народной Республики
С 1944 по 1948 год были выпущены банкноты 1, 2, 5 (выпускались до 1960 года), 10 (выпускались до 1965 года), 20, 50, 100 и 500 злотых (позже к ним добавились банкноты в 200, 1000 и 2000 злотых).
В результате инфляции стоимость злотого резко упала. В 1982 году была выпущена банкнота в 5000 злотых (а также 10 и 20 злотых — бумага дешевле и легче металла), в 1987 году — 10 000 злотых, в 1989 году — 20 000, 50 000 и 200 000 злотых, в 1990 году — 100 000 и 500 000 злотых, в 1991 году — 1 000 000 злотых, в 1993 году — 2 000 000 злотых. Все номиналы нового выпуска были одинакового размера (138 х 62 мм).

### Финансовый кризис 1980 года
В середине 1970-х годов начался экономический спад, совпавший с обострением проблемы внешнего долга, по величине которого Польша опередила все социалистические страны. Это привело к тому, что в 1980-е годы в Польше разразился тяжёлый финансово-экономический кризис. Возникли трудности с продовольствием. Распространялись слухи о коррупции в правительстве, которые затрагивали самого Эдварда Герека.
Национальная валюта обесценивалась. В стране проходили манифестации протеста, руководимые движением «Солидарность». Руководители промышленных предприятий и местные органы власти стали просто выжидать, ожидая развития событий. Тем временем происходил развал экономики страны. Продукты населению теперь продавались по карточкам. Генерал Войцех Ярузельский был вынужден в декабре 1981 года ввести в стране военное положение, сохранявшееся до июля 1983 года.
Экономическая ситуация вынудила правительство проводить дальнейшую либерализацию страны, что, в свою очередь, привело к дальнейшему росту цен. Инфляция достигла к 1982 году — более 100 %, после чего рост цен снизился до 15 % в год и такая ситуация продержалась до 1985 года. Однако вскоре макроэкономические проблемы возникли вновь. Введена новая банкнота самого большого номинала: 5000 злотых в 1982 году. В середине 1980-х годов произошла некоторая стабилизация. В 1988 году появились 10 000 злотых, в 1989 году — 20 000 и 50 000 злотых, в 1990 году — 100 000, 200 000 и 500 000 злотых, в 1991 году — 1 000 000 злотых, в 1993 году — 2 000 000 злотых.. Мелкие монеты, начиная с 1 гроша по 50 грошей, в торговле уже не использовались. Большинство монет в конце 1980-х годов, кроме памятных монет, производились из алюминия.
В конце 1980-х годов бюджет страны не позволял производить повышение пенсий и зарплат государственным служащим, и они оставались на низком уровне. Основная часть доходов бюджета шла на обслуживание огромного внешнего долга, который в течение 1980-х годов возрос ещё примерно в два раза, превысив в общей сложности $41 млрд. И это если не считать долг в 5,6 млрд переводных рублей перед СССР.
В результате правительство Мечислава Раковского разрешило в конце 1988 года «перевод в частные руки» государственных предприятий. И те, кто в этом участвовал, получили разного рода льготы, и в результате буквально за год (до начала посткоммунистического этапа реформ) число имеющихся в стране акционерных компаний резко выросло. Вскоре новый частный сектор сыграл важную роль в ускорении экономического развития страны.
Коммунистическая элита теряла свои политические иллюзии и была вынуждена реально посмотреть на сложившуюся ситуацию в стране. Коммунисты не имели сил для того, чтобы спасти экономику от развала, и это делало их политически нежизнеспособными.
Из кризиса Польша выходила, приняв следующие меры:
- либерализация цен;
- разрешение государства на доступ частных лиц во все сферы экономической деятельности (январь 1989 года — январь 1990 года);
- введение новых бюджетных ограничений на госпредприятиях и снижение темпов инфляции до уровня нормальной экономики с помощью бюджетно-финансовой и денежно-кредитной политики, а также привлечения новых доходов в бюджет (январь 1990 года);
- меры по увеличению конвертируемости национальной валюты по текущим операциям и устранение контроля за внешней торговлей (январь 1990 года).

Результатом либерализации стало то, что в течение 1990 года цены выросли на 585,5 %.
Новая экономическая политика отразилась на динамике инфляции Польши. Несмотря на то что польская инфляция была гораздо более низкой, чем инфляция в России, по стандартам развитых стран, передовых государств Центральной и Восточной Европы рост цен в этот период был очень высокий. Если в 1991 году реальная инфляция в стране составила 70 %, то уже в 1992 году инфляция составила 40 %. Начиная с 1993 года, уровень инфляции стал стабильным, что является относительно приемлемым для экономики и поддерживающим нормальный инвестиционный процесс, — менее 40 % в год. Как результат этой политики через пару лет цены на товары и услуги достигли приемлемого для населения уровня.
С ростом уверенности бизнеса в финансовой стабильности страны он обеспечил приток зарубежных инвестиций. Падение злотого уже в 1992 году сменилось устойчивым ростом национальной валюты, а с 1995 года ежегодный приток инвестиций в страну стал измеряться двузначными числами.

## Новый злотый
В 1995 году после достигнутой в 1993—1994 годах финансовой стабилизации была проведена деноминация, в результате которой номинал денег Польши сократился в 10 000 раз. Для обозначения новой валюты стали использовать название «новый злотый» («старые» злотые также назывались новыми, когда их ввели в 1950 году после предыдущей деноминации).
1 января 1995 года в денежный оборот страны были выпущены денежные знаки нового образца — банкноты достоинством 10, 20, 50, 100 и 200 злотых (все с портретами королей Польши) и разменные монеты достоинством 1, 2, 5, 10, 20, 50 грошей. Новые банкноты были отпечатаны в 1994 году, а новая разменная монета чеканилась начиная с 1990 года. Одновременно с вводом в обращение нового злотого было принято решение о постепенном изъятии денежных знаков, имевших хождение в Польше до деноминации. Старые злотые принимались как средство оплаты до 31 декабря 1996 года, а до 31 декабря 2010 года их можно было обменять в банковских учреждениях. Через несколько лет после деноминации 1995 года Национальный банк Польши планировал ввести банкноты достоинством 500 злотых, но детальный экономический анализ показал, что такой необходимости нет, и банкнота не была выпущена в обращение. Ситуация изменилась к 2015 году. Выпуск соответствующей банкноты был произведён в 2017 году.
Банк Польши также периодически выпускает памятные монеты и банкноты.

### Монеты
На аверсе монет — герб и название государства, год выпуска. На реверсе — номинал и растительный орнамент.
Монеты в 1, 2 и 5 грошей с 2013, а монеты в 10, 20, 50 грошей и 1 злотый — с 2017 года выпускаются с незначительно изменённым дизайном аверса. У монет мелких номиналов с этого времени с целью удешевления производства также был изменён материал чеканки.
| Изображение | Номинал   | Материал                    | Диаметр (мм) | Толщина (мм) | Масса (г) | Гурт                 | Годы выпуска                  |
| ----------- | --------- | --------------------------- | ------------ | ------------ | --------- | -------------------- | ----------------------------- |
|             | 1 грош    | бронза                      | 15,5         | 1,2          | 1,64      | рубчатый             | 1990—1993 1995 1997—2014      |
|             | 1 грош    | сталь, плак. бронзой        | 15,5         | 1,2          | 1,64      | рубчатый             | с 2013                        |
|             | 2 гроша   | бронза                      | 17,5         | 1,2          | 2,13      | гладкий              | 1990—1992 1997—2014           |
|             | 2 гроша   | сталь, плак. бронзой        | 17,5         | 1,2          | 2,13      | гладкий              | с 2013                        |
|             | 5 грошей  | бронза                      | 19,5         | 1,3          | 2,59      | прерывисто- рубчатый | 1990—1993 1998—2014           |
|             | 5 грошей  | сталь, плак. бронзой        | 19,5         | 1,3          | 2,59      | прерывисто- рубчатый | с 2013                        |
|             | 10 грошей | Cu+Ni                       | 16,3         | 1,6          | 2,6       | прерывисто- рубчатый | 1990—1993 1998—2016           |
|             | 10 грошей | Cu+Ni                       | 16,5         | 1,6          | 2,51      | прерывисто- рубчатый | с 2017                        |
|             | 20 грошей | Cu+Ni                       | 18,4         | 1,6          | 3,2       | рубчатый             | 1990—1992 1996—2016           |
|             | 20 грошей | Cu+Ni                       | 18,5         | 1,6          | 3,22      | рубчатый             | с 2017                        |
|             | 50 грошей | Cu+Ni                       | 20,5         | 1,7          | 3,94      | рубчатый             | 1990—1992 1995 2008—2016      |
|             | 50 грошей | Cu+Ni                       | 20,5         | 1,6          | 3,94      | рубчатый             | с 2017                        |
|             | 1 злотый  | Cu+Ni                       | 22,8         | 1,6          | 5,1       | прерывисто- рубчатый | 1990—1995 2008—2010 2012—2016 |
|             | 1 злотый  | Cu+Ni                       | 23           | 1,6          | 5         | прерывисто- рубчатый | с 2017                        |
|             | 2 злотых  | кольцо: бронза центр: Cu+Ni | 21,5         | 1,97         | 5,21      | гладкий              | 1994 1995 2005—2010 2014—2018 |
|             | 5 злотых  | кольцо: Cu+Ni центр: бронза | 24           | 1,91         | 6,54      | прерывисто- рубчатый | 1994 1996 2008—2010 2015—2017 |

### Памятные монеты
Помимо рядовых монет обращения выпускаются юбилейные и памятные монеты обращения номиналом 2 и 5 злотых, а также коллекционные и инвестиционные монеты из серебра и золота следующих номиналов: 10, 20, 25, 37, 50, 100 и 200 злотых.
C 2004 года Национальный банк Польши выпускает серию юбилейных монет достоинством в 2 и 10 злотых, посвящённых польскому злотому.
- В 2004 году выпущены монеты в 2 и 10 злотых с изображением аверса и реверса монеты в 1 злотых 1924 года (на монете в 10 злотых помещён также портрет Владислава Грабского, автора монетной реформы 1924 года)
- в 2005 году — 2 и 10 злотых с изображением монет злотых 1936 года с кораблём
- в 2006 году — 2 и 10 злотых с изображением монеты 10 злотых 1932 года с головой «женщины в колосьях»
- в 2007 году — 2 и 10 злотых с изображением монеты 5 злотых 1928 года «Ника»

Национальный банк Польши выпускал памятные монеты достоинством 2 злотых с 1995 года по апрель 2014 года. В 1995 году были выпущены 2-злотовые монеты из медно-никелевого сплава. Начиная с 1996 года монетный сплав был изменён на северное золото. Монеты выпускались по случаю различных событий и различаются по сериям. На конец апреля 2014 года их было выпущено 260 различных монет. Все монеты имеют статус монет для обращения.
С 1998 года Польша также выпускает различные памятные монеты номиналом в 10, 20, 25, 100, 200 и 1000 злотых из серебра и золота, а с мая 2014 года ещё и биметаллические памятные монеты из недрагоценных металлов номиналом в 5 злотых.

### Банкноты
7 апреля 2014 года был начат выпуск в обращение модифицированных банкнот образца 2012 года в 10, 20, 50 и 100 злотых, которыми будут заменяться ветхие и повреждённые банкноты. Ранее выпускавшиеся банкноты остаются законным платёжным средством.
| Серия 1994—2016 года | Серия 1994—2016 года | Серия 1994—2016 года | Серия 1994—2016 года | Серия 1994—2016 года | Серия 1994—2016 года | Серия 1994—2016 года                                                                            | Серия 1994—2016 года | Серия 1994—2016 года  | Серия 1994—2016 года |
| Изображение          | Изображение          | Номинал (злотых)     | Размеры (мм)         | Основные цвета       | Описание             | Описание                                                                                        | Даты                 | Даты                  |                      |
| Лицевая сторона      | Оборотная сторона    | Номинал (злотых)     | Размеры (мм)         | Основные цвета       | Лицевая сторона      | Оборотная сторона                                                                               | введения             | печати                |                      |
| -------------------- | -------------------- | -------------------- | -------------------- | -------------------- | -------------------- | ----------------------------------------------------------------------------------------------- | -------------------- | --------------------- | -------------------- |
|                      |                      | 10                   | 120×60               | коричневый           | Мешко I              | серебряный денарий времён Мешко I                                                               | 01.01.1995           | 25.03.1994            |                      |
|                      |                      | 10                   | 120×60               | коричневый           | Мешко I              | серебряный денарий времён Мешко I                                                               | 07.04.2014           | 05.01.2012 15.09.2016 |                      |
|                      |                      | 20                   | 126×63               | розовый фиолетовый   | Болеслав I Храбрый   | серебряный денарий времён Болеслава I; костёл св. Николая в Цешине                              | 01.01.1995           | 25.03.1994            |                      |
|                      |                      | 20                   | 126×63               | розовый фиолетовый   | Болеслав I Храбрый   | серебряный денарий времён Болеслава I; костёл св. Николая в Цешине                              | 07.04.2014           | 05.01.2012 15.09.2016 |                      |
|                      |                      | 50                   | 132×66               | синий                | Казимир III          | королевская печать с гербом Королевства Польского, булава и мощи на фоне средневекового Кракова | 01.01.1995           | 25.03.1994            |                      |
|                      |                      | 50                   | 132×66               | синий                | Казимир III          | королевская печать с гербом Королевства Польского, булава и мощи на фоне средневекового Кракова | 07.04.2014           | 05.01.2012            |                      |
|                      |                      | 100                  | 138×69               | зелёный              | Ягайло               | герб Тевтонского ордена и Грюнвальдские мечи на фоне замка Мариенбург                           | 01.06.1995           | 25.03.1994            |                      |
|                      |                      | 100                  | 138×69               | зелёный              | Ягайло               | герб Тевтонского ордена и Грюнвальдские мечи на фоне замка Мариенбург                           | 07.04.2014           | 05.01.2012            |                      |
|                      |                      | 200                  | 144×72               | жёлтый               | Сигизмунд I          | герб с Часовни Сигизмунда на фоне Вавеля                                                        | 01.06.1995           | 25.03.1994            |                      |
|                      |                      | 200                  | 144×72               | жёлтый               | Сигизмунд I          | герб с Часовни Сигизмунда на фоне Вавеля                                                        | 12.02.2016           | 30.03.2015            |                      |
|                      |                      | 500                  | 150×75               | многоцветная         | Ян III Собеский      | дворец в Виланове, герб Польши                                                                  | 10.02.2017           | 16.02.2016            |                      |

### Памятные банкноты
| Памятные банкноты | Памятные банкноты | Памятные банкноты | Памятные банкноты | Памятные банкноты                  | Памятные банкноты | Памятные банкноты | Памятные банкноты |
| Изображение       | Изображение       | Номинал (злотых)  | Размеры (мм)      | Основные цвета                     | Описание | Описание | Дата выпуска      |
| Лицевая сторона   | Оборотная сторона | Номинал (злотых)  | Размеры (мм)      | Основные цвета                     | Лицевая сторона | Оборотная сторона | Дата выпуска      |
| ----------------- | ----------------- | ----------------- | ----------------- | ---------------------------------- | --- | --- | ----------------- |
|                   |                   | 50                | 144×72            | тёмно-синий                        | Иоанн Павел II на фоне карты мира                                                                                      | кардинал Стефан Вышинский отдаёт дань уважения Иоанну Павлу II                                                                                           | 16 октября 2006   |
|                   |                   | 10                | 138×69            | красный                            | портрет Юзефа Пилсудского, фасад дворца Бельведер                                                                      | герб Польши, памятник подвигу польских легионов в Кельце                                                                                                 | 3 ноября 2008     |
|                   |                   | 20                | 138×69            | жёлтый                             | портрет Юлиуша Словацкого, изображение дома-музея в Крземиньеце                                                        | памятник-колонна королю Сигизмунду III Вазе в Варшаве, фрагмент стихотворения «Уверенность», изображение собора Иоанна Предтечи в Варшаве                | 23 сентября 2009  |
|                   |                   | 20                | 138×69            | чёрный серый белый                 | портрет Фредерика Шопена, изображение усадьбы в Желязовой Воле, где он родился, ноты первого периода мазурки ор. 7 # 1 | фрагмент главной темы этюда ор. 10 # 9 Шопена, пейзаж с ивами, характерный для центральных районов Польши                                                | 16 октября 2010   |
|                   |                   | 20                | 138×69            | коричневый серый белый             | портрет Марии Склодовской-Кюри и фасад здания Сорбонны в Париже                                                        | Нобелевская медаль, цитата из выступления Марии Склодовской-Кюри, фасад Института Радия в Варшаве                                                        | 25 ноября 2011    |
|                   |                   | 20                | 147×67            | разноцветный                       | голограмма дворца Бельведере; герб Второй Речи Посполитой; Юзеф Пилсудский в военной форме                             | символ Польских Легионов; Большой Крест(Звезда) ордена Virtuti Militari; Знак Первой Бригады Польских Легионов; отображение голограммы дворца Бельведере | 5 августа 2014    |
|                   |                   | 20                | 138×69            | коричневый синий жёлтый фиолетовый | Ян Длугош; открытая книга                                                                                              | Герб Венявы; Вавельский собор в Кракове; витраж | 24 августа 2015   |
|                   |                   | 20                | 144×77            | голубой розовый                    | Дубравка Чешская и Мешко I; герб Польши, богато украшенный крест; план этажа церкви                                    | План этажа церкви; Гнезенский собор; королевская чаша Тшемешно                                                                                           | 12 апреля 2016    |
|                   |                   | 20                | 144×72            | голубой жёлтый                     | Ченстоховская икона Божией Матери, герб Польши                                                                         | Ченстохова | 10 мая 2017       |
|                   |                   | 20                | 150×77            | фиолетовый оранжевый               | Юзеф Пилсудский | Флаг и герб Польши | 31 августа 2018   |
|                   |                   | 19                | 150×77            | салатовый синий                    | Игнаций Ян Падеревский                                                                                                 | Польская фабрика по производству ценных бумаг в Варшаве                                                                                                  | 2 октября 2019    |
|                   |                   | 20                | 150×77            | жёлтый бирюзовый красный           | Юзеф Пилсудский | Медаль, сцена из Варшавской битвы | 11 августа 2020   |
|                   |                   | 20                | 150×77            | синий оранжевый                    | Лех Качиньский | Здание Музея Варшавского восстания, забастовка на Гданьской верфи, эмблема профсоюза Солидарность, Военное кладбище в Катыни.                            | 9 ноября 2021     |
|                   |                   | 20                | 150×77            | зелёный оранжевый синий            | Офицер-пограничник и солдат Войска Польского и фрагмент карты Польши                                                   | Полицейский вертолёт, пейзаж восточной границы Польши, герб Польши на пограничных столбах.                                                               | 19 июля 2022      |
|                   |                   | 20                | 150×77            | бирюзовый синий коричневый         | Гелиоцентрическая система Николая Коперника                                                                            | Монета с изображением Сигизмунда I Старого, мелкие монеты                                                                                                | 9 февраля 2023    |
|                   |                   | 20                | 150×77            | голубой бирюзовый                  | силуэты повстанцев на баррикаде на фоне горящего здания PAST, группа немецких военнопленных, флаг Польши               | силуэты повстанцев с винтовками на фоне руин Костёла Святого Креста в Варшаве; полевой алтарь во время мессы                                             | 26 июля 2024      |

## Режим валютного курса
С мая 1995 года Министерство финансов и Национальный банк Польши проводили политику валютного регулирования, ориентированную на стабилизацию национальной валюты: курс злотого не должен увеличиваться или уменьшаться более чем на 7 % от заданной величины. Для борьбы с инфляцией в декабре 1995 года по решению правительства учётную ставку снизили до 6 %. В 1994—1997 годах польская экономика переживала быстрый рост, который стал наибольшим в современной истории. В печати писали о польском «экономическом чуде», которое никто не мог прогнозировать. Рост ВВП за это время составил около 6,25 %. В стране также был снижен уровень безработицы. Если в 1994 году количество безработных в стране составляло около 16 %, то к 1997-му этот показатель снизился до 10 %. Рост экономики и снижение безработицы позволили увеличить уровень реальной заработной платы, начиная с 1994 года. Несмотря на это, реальные зарплаты в Польше гораздо ниже, чем в большинстве стран Западной Европы. Например, в Португалии, где экономика сильно отстаёт в развитии от ведущих стран Европы, уровень зарплаты примерно в три раза выше, чем в Польше.
В апреле 2000 года Польша отменила ориентирование злотого на иностранную валюту и перешла к режиму свободно плавающего валютного курса. Критерием эффективности курсовой политики (курсовой якорь) выступают показатели инфляции.

## Будущее злотого
В 2004 году Польша вступила в Евросоюз и планировала переход на евро. Однако для этого необходимо было выполнить требования Европейского центрального банка, которым экономика страны пока не соответствовала.
Правительство Польши планировало перейти на евро в 2012 году, однако у экспертов были в этом сомнения. В 2016 году вице-премьер, министр развития и финансов Матеуш Моравецкий заявил о том, что стране невыгодно присоединяться к зоне евро, но в среднесрочной перспективе ситуация может измениться.